# Neil Broad
Neil Broad (n. 20 de noviembre de 1966 en Ciudad del Cabo, Sudáfrica) es un exjugador de tenis que representó al Reino Unido. Se especializó en la modalidad de dobles, donde alcanzó el puesto N.º 9 del mundo, consiguió 7 títulos de ATP y logró la medalla de plata en los Juegos Olímpicos de Atlanta 1996 junto a  Tim Henman. Luego de su retiro ha entrenado al jugador sudafricano de tenis sobre silla de ruedas, Tim Hubbard.

## Títulos (7; 0+7)

### Dobles (7)
| Leyenda                |
| Grand Slam (0)         |
| Tennis Masters Cup (0) |
| ATP Masters Series (0) |
| ATP Tour (7)           |

| N.º | Fecha                    | Torneo      | Superficie    | Pareja           | Oponentes en la final              | Resultado   |
| --- | ------------------------ | ----------- | ------------- | ---------------- | ---------------------------------- | ----------- |
| 1.  | 8 de enero de 1989       | Adelaida    | Dura          | Stefan Kruger    | Mark Kratzmann Glenn Layendecker   | 6-2 7-6     |
| 2.  | 30 de julio de 1989      | Washington  | Dura          | Gary Muller      | Jim Grabb Patrick McEnroe          | 6-7 7-6 6-4 |
| 3.  | 7 de octubre de 1990     | Toulouse    | Dura          | Gary Muller      | Michael Mortensen Michiel Schapers | 7-6 6-4     |
| 4.  | 9 de febrero de 1992     | Milán       | Moqueta       | David Macpherson | Sergio Casal Emilio Sánchez        | 5-7 7-5 6-4 |
| 5.  | 14 de agosto de 1994     | San Marino  | Tierra batida | Greg Van Emburgh | Jordi Arrese Renzo Furlan          | 6-4 7-6     |
| 6.  | 2 de agosto de 1998      | Umag        | Tierra batida | Piet Norval      | Jiří Novák David Rikl              | 6-1 3-6 6-3 |
| 7.  | 20 de septiembre de 1998 | Bournemouth | Tierra batida | Kevin Ullyett    | Wayne Arthurs Alberto Berasategui  | 7-6 6-3     |

### Finalista en dobles (19)
- 1989: Newport
- 1990: Toronto, Masters de Cincinnati, Basilea
- 1992: Lyon
- 1993: Seúl, Londres/Queen's Club
- 1994: Florencia, Palermo
- 1995: Ámsterdam
- 1996: Barcelona, Nottingham, JJ.OO Atlanta, Lyon
- 1997: Masters de Hamburgo
- 1998: Róterdam
- 1999: Róterdam